# Pas du Préfouns
Le pas du Préfouns, entre 2 611 et 2 620 mètres d'altitude, est un col pédestre du massif du Mercantour-Argentera séparant l'Italie de la France.
Le pas du Préfouns n'est devenu frontière qu'en 1947 avec le traité de Paris. Il est situé à l'extrémité de la zone centrale du parc national du Mercantour côté français et du voisin italien, le parc naturel des Alpes maritimes. Du côté italien se trouve un petit abri sur une dalle horizontale. Le pas du Préfouns était le poste de chasse du roi d'Italie Victor-Emmanuel II.
L'accès se fait depuis le hameau du Boréon (Saint-Martin-Vésubie et le col de Salèse, puis à pied en passant par le lac Nègre.

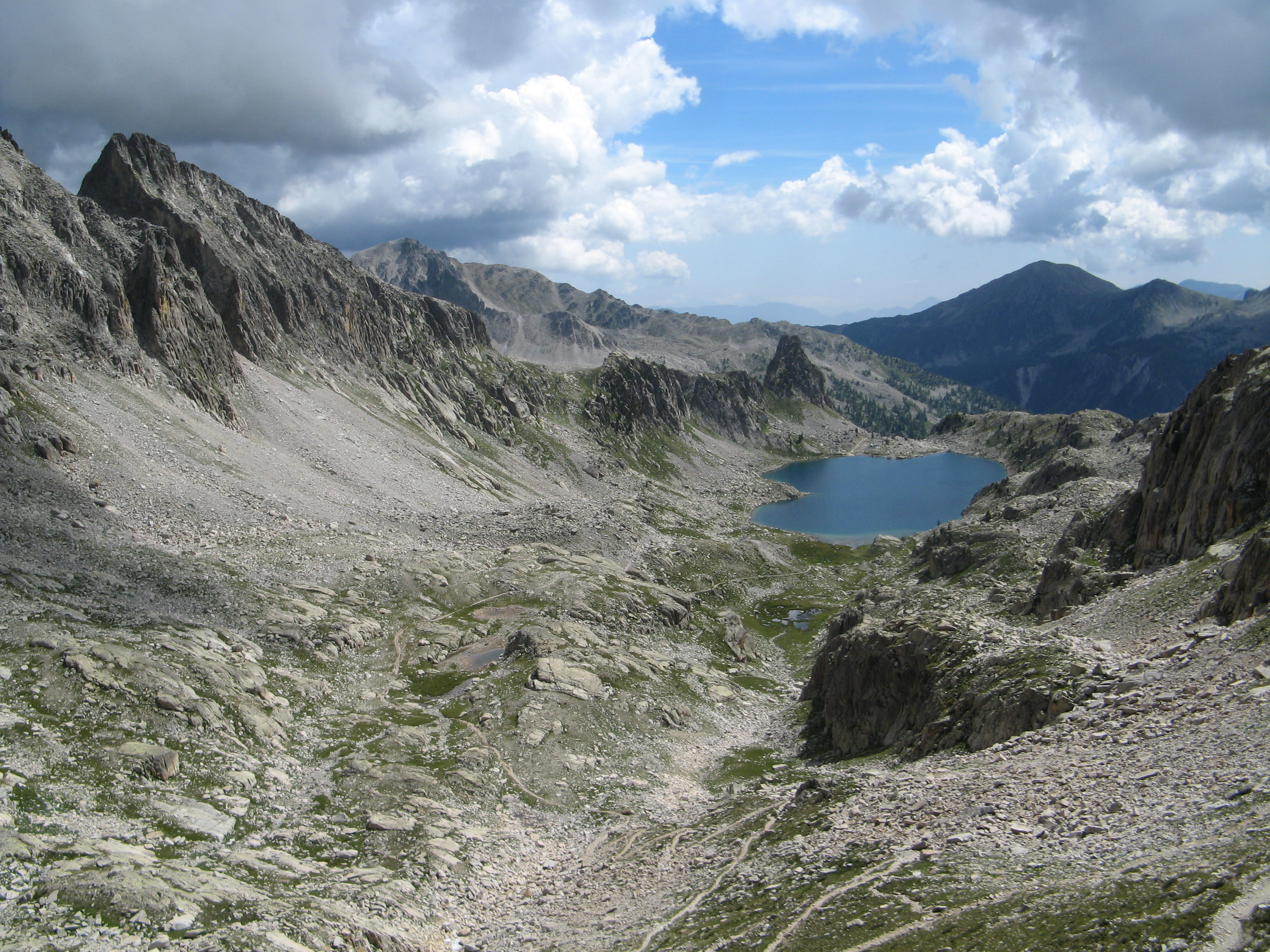
Vue sur le lac Nègre, côté français.
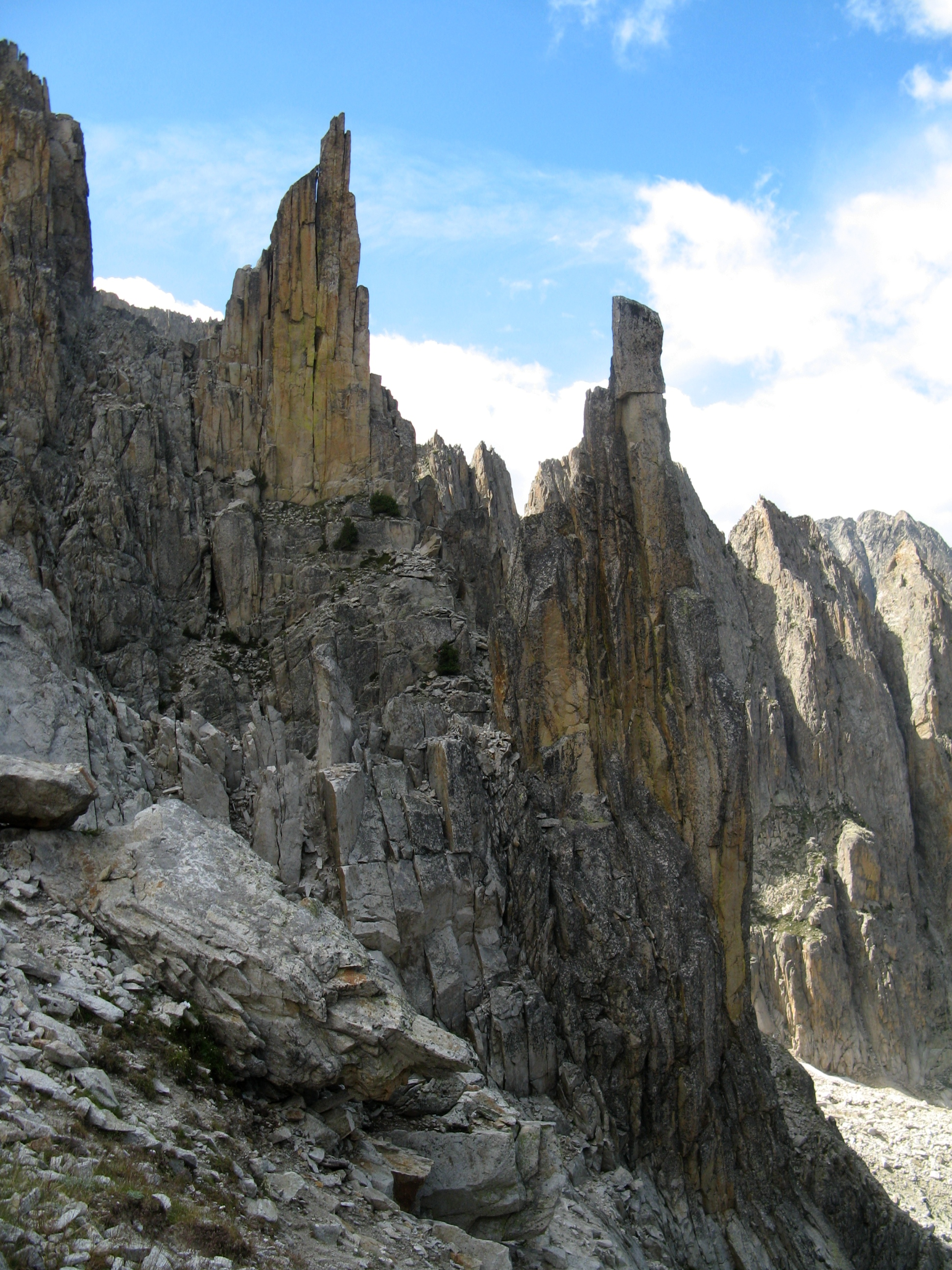
Relief au pas du Préfouns.
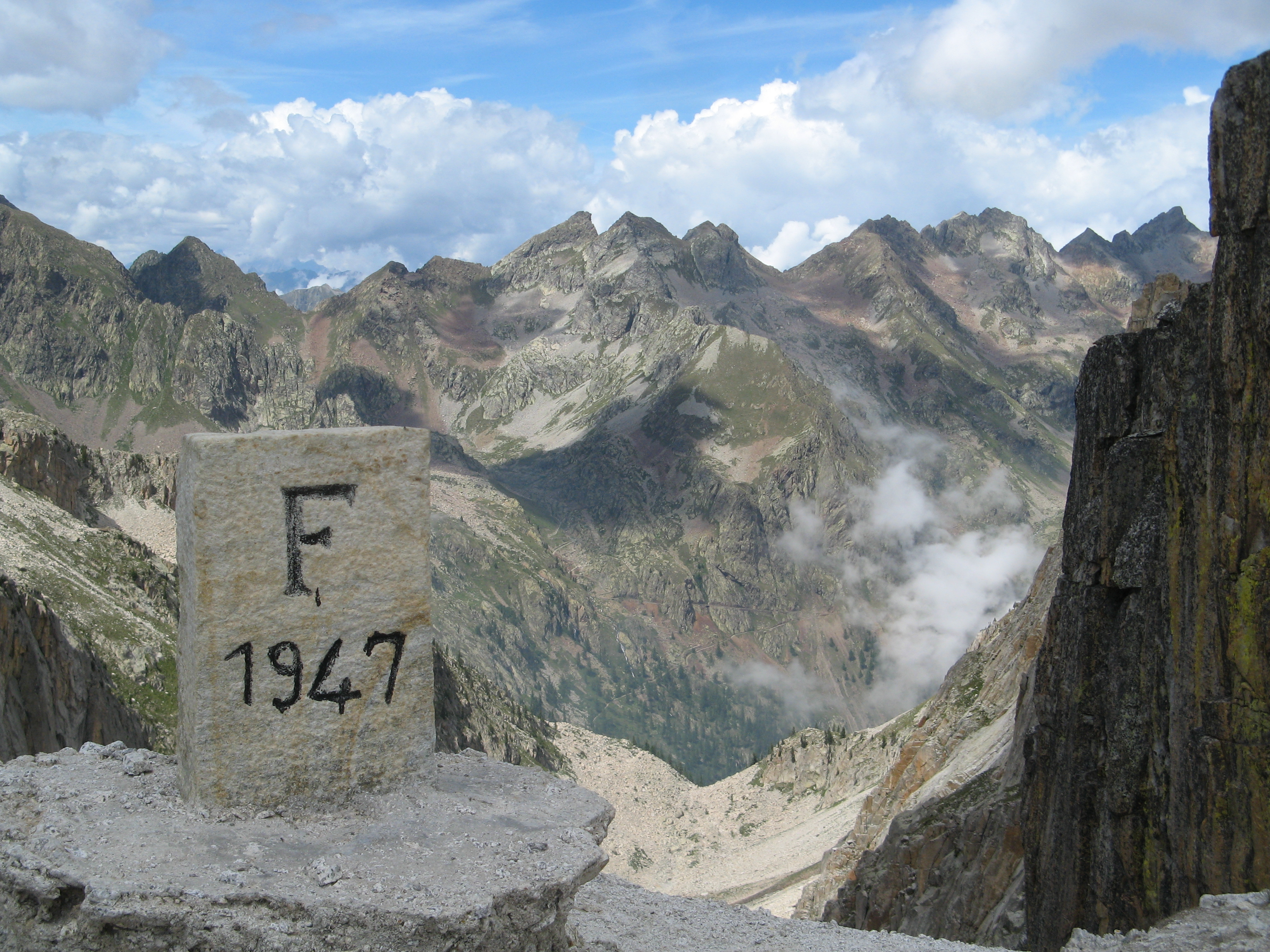
Borne frontière et vue côté italien.